# Огіївська волость
Огіївська волость — адміністративно-територіальна одиниця Бердичівського повіту Київської губернії з центром у селі Огіївка.
Станом на 1886 рік складалася з 7 поселень, 7 сільських громад. Населення — 4580 осіб (2237 чоловічої статі та 2343 — жіночої), 567 дворових господарств.
|                     | Площа, десятин | У тому числі орної, десятин |
| ------------------- | -------------- | --------------------------- |
| Сільських громад    | 4280           | 3361                        |
| Приватної власності | 8869           | 6356                        |
| Іншої власності     | 385            | 261                         |
| Загалом             | 13534          | 9978                        |

Поселення волості:
- Огіївка — колишнє власницьке село за 50 верст від повітового міста, 632 особи, 84 двори, православна церква, школа, постоялий будинок, 2 водяних і вітряний млини.
- Голубівка  — колишнє власницьке село, 802 особи, 84 двори, православна церква, 3 постоялих будинки та винокурний завод.
- Городок — колишнє власницьке село, 495 осіб, 74 двори, православна церква, постоялий будинок і водяний млин.
- Зарудинці — колишнє власницьке село, 201 особа, 77 дворів, каплиця та постоялий будинок.
- Княжики — колишнє власницьке село, 465 осіб, 96 дворів, православна церква, постоялий будинок, водяний і вітряний млини.
- Немиринці — колишнє власницьке село, 817 осіб, 128 двори, православна церква, школа, постоялий будинок і винокурний завод.
- Сахни — колишнє власницьке село, 215 осіб, 36 дворів, православна церква і водяний млин.

Наприкінці 1880-х років волость було ліквідовано, територію розділено між Білилівською (Голубівка, Зарудинці, Огіївка) та Ширмівською (Городок, Княжики, Немиринці, Сахни) волостями.